# 魚住駅
魚住駅（うおずみえき）は、兵庫県明石市魚住町中尾にある、西日本旅客鉄道（JR西日本）山陽本線の駅である。駅番号はJR-A76。「JR神戸線」の愛称区間に含まれている。

## 歴史
- 1961年（昭和36年）10月1日：日本国有鉄道（国鉄）山陽本線の大久保駅 - 土山駅間に新設開業[1]。旅客営業のみ[3]。請願駅として建設され、地元が建設費を全額負担した[4]。
- 1987年（昭和62年）4月1日：国鉄分割民営化により、西日本旅客鉄道（JR西日本）の駅となる[3]。
- 1988年（昭和63年）3月13日：路線愛称の制定により、「JR神戸線」の愛称を使用開始。
- 1995年（平成7年）
  - 1月17日：阪神・淡路大震災により、営業休止。
  - 1月18日：西明石駅 - 姫路駅間の復旧により、営業再開。
- 1997年（平成9年）3月8日：JR神戸線標準接近メロディ「さざなみ」導入[5]。
- 1998年（平成10年）1月31日：自動改札機を設置し、供用開始[6]。
- 2003年（平成15年）11月1日：ICカード「ICOCA」の利用が可能となる。
- 2006年（平成18年）10月1日：JR京都・神戸線運行管理システム導入。
- 2007年（平成19年）3月18日：駅自動放送を更新。
- 2008年（平成20年）12月1日：ジェイアール西日本交通サービス（現：JR西日本交通サービス）による業務委託駅となる。
- 2009年（平成21年）3月14日：橋上駅舎が供用開始[7]。
- 2010年（平成22年）4月1日：北口バスのりばに神姫バスが乗り入れ開始。
- 2015年（平成27年）3月12日：入線警告音の見直しに伴い、接近メロディをJR神戸線標準接近メロディ「さざなみ」の音質見直し版に再び変更する[8]。
- 2018年（平成30年）3月17日：駅ナンバーが導入される[9]。
- 2023年（令和5年）
  - 5月13日：みどりの券売機プラスを導入[2]。
  - 5月31日：みどりの窓口の営業を終了[2]。

## 駅構造
相対式ホーム2面2線の地上駅で橋上駅舎を有する。橋上駅舎化と同時に、自動改札機と精算機が新型のものに更新された。
分岐器や絶対信号機を持たないため、停留所に分類される。JR西日本交通サービス業務委託駅として営業をしていたが直営化された。西明石駅が当駅を管理している。アーバンネットワークエリアに属しており、ICOCAとその相互利用対象ICカードの利用可能駅である。
当駅で使用されている接近メロディは、1997年3月8日からJR神戸線内各駅で導入されている「さざなみ」。

### のりば
| のりば | 路線     | 方向 | 行先             |
| ------ | -------- | ---- | ---------------- |
| 1      | JR神戸線 | 上り | 三ノ宮・大阪方面 |
| 2      | JR神戸線 | 下り | 加古川・姫路方面 |

- 上表の路線名は旅客案内上の名称（愛称）で表記している。

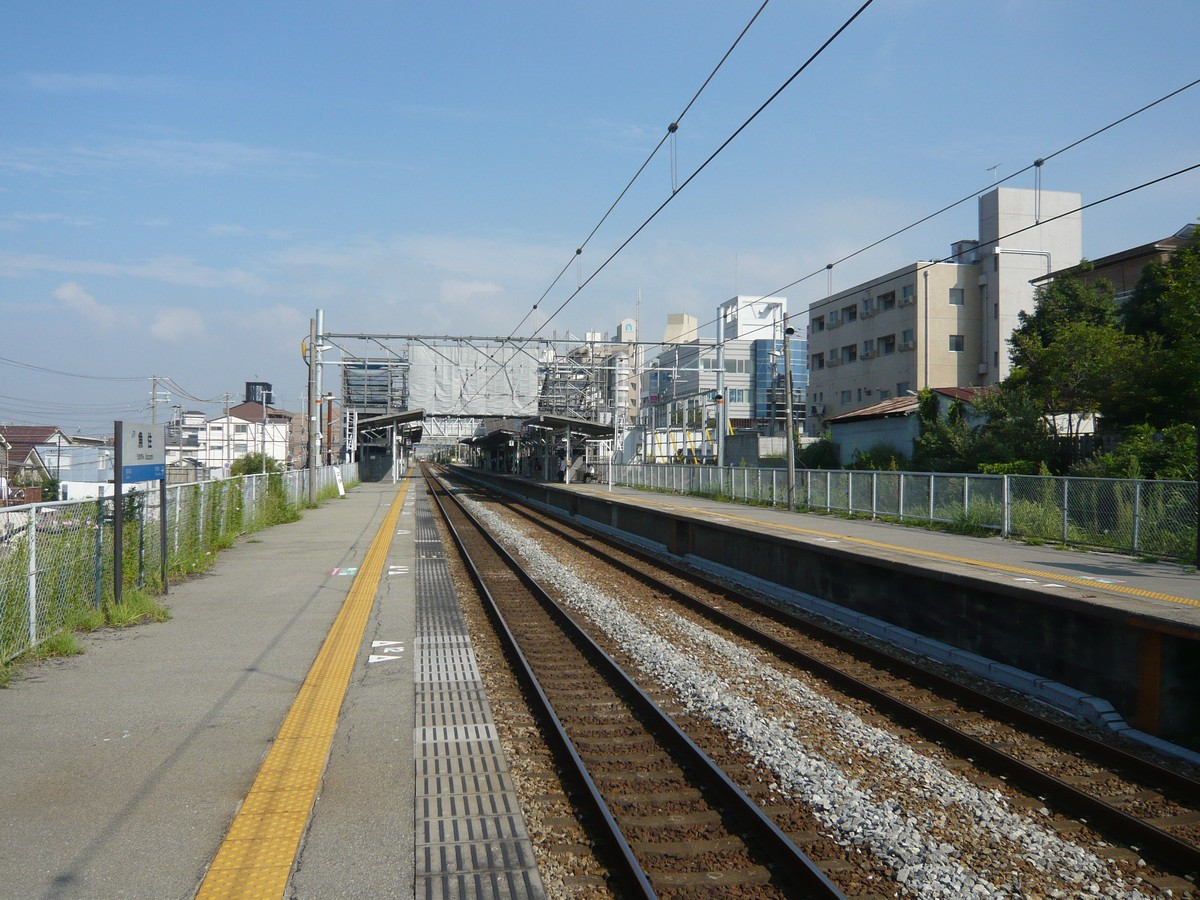
駅ホーム
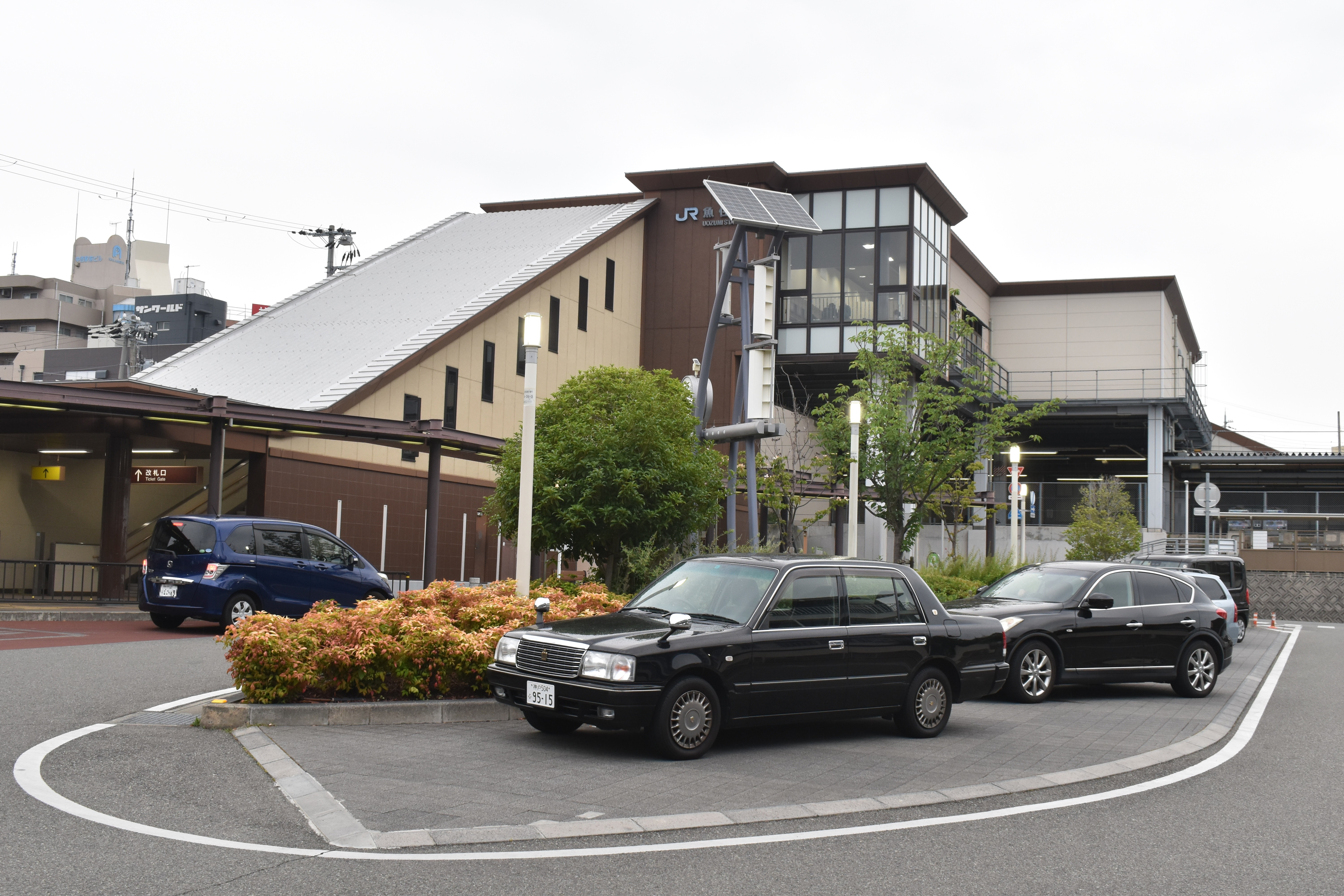
現在の南口
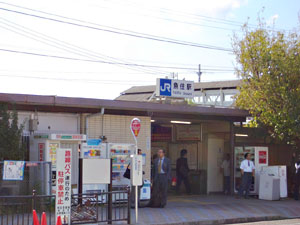
地上駅舎（改修前）

## ダイヤ
日中時間帯は1時間に4本が停車する。朝時間帯は本数が多くなる。三ノ宮・大阪方面は大半が西明石駅から快速であるが、平日の朝に限って終点まで各駅停車の普通電車が設定されている。

## 利用状況
「兵庫県統計書」によると、2023年（令和5年）度の1日平均乗車人員は10,195人である。
近年の1日平均乗車人員は以下の通りである。
| 年度   | 1日平均 乗車人員 |
| ------ | ---------------- |
| 1999年 | 11,885           |
| 2000年 | 11,564           |
| 2001年 | 11,342           |
| 2002年 | 11,142           |
| 2003年 | 11,046           |
| 2004年 | 10,854           |
| 2005年 | 10,775           |
| 2006年 | 10,837           |
| 2007年 | 10,876           |
| 2008年 | 10,948           |
| 2009年 | 10,829           |
| 2010年 | 10,950           |
| 2011年 | 11,027           |
| 2012年 | 11,030           |
| 2013年 | 11,217           |
| 2014年 | 11,086           |
| 2015年 | 11,246           |
| 2016年 | 11,429           |
| 2017年 | 11,464           |
| 2018年 | 11,539           |
| 2019年 | 11,540           |
| 2020年 | 9,559            |
| 2021年 | 9,685            |
| 2022年 | 10,101           |
| 2023年 | 10,195           |

## 駅周辺
- 山陽魚住駅（山陽電気鉄道本線） - 南に750m程度離れている。当駅の開業以前は、この駅が「魚住駅」を名乗っていた。
- 明石工業高等専門学校
- 兵庫県立明石清水高等学校
- 明石市立明石商業高等学校
- 薬師院
- ライオン明石工場
- キャタピラージャパン明石事業所
- 魚住モール
- 国道2号
- 国道250号（明姫幹線）
- 明石西郵便局（駅から徒歩約2分）
- ケーキ屋プロップ魚住駅前店

## バス路線
北口
- 神姫バス
  - 1系統：明石駅 / 土山駅
- Tacoバス
  - 8 金ヶ崎ルート：北浦方面（Tacoバスミニ）
  - 9 錦が丘ルート：中嶋方面（Tacoバスミニ）
  - 10 青葉台ルート：守池住宅方面
  - 11 清水ルート：明石ヶ丘北方面

南口
- Tacoバス
  - 7 西江井島ルート：江井島中学校方面
  - 12 西岡東ルート：西二見駅
  - 13 西岡西ルート：二見市民センター（Tacoバスミニ）

## 隣の駅
西日本旅客鉄道（JR西日本）
 JR神戸線（山陽本線）
■新快速
通過
■普通（西明石駅からは快速となる列車を含む）
大久保駅 (JR-A75) - 魚住駅 (JR-A76) - 土山駅 (JR-A77)